# Трансфермієві війни
Трансфе́рмієві ві́йни (англ. Transfermium wars) — іронічна назва суперечки між радянськими та американськими науковцями у 1960—1990-х роках за першість у відкритті хімічних елементів з атомними номерами 104, 105 і 106. Кожна зі сторін наполягала на власній правоті; до того ж статус першовідкривача давав можливість запропонувати майбутню назву елемента.
Термін «трансфермієві війни» вперше вжив у жовтні 1994 року американський фізик Пол Керол у листі до журналу «Chemical & Engineering News». Використане позначення «трансфермієві» відповідає розташуванню новостворених елементів у періодичній системі — після елемента 100 Фермію.
Крапку в суперечці було поставлено в серпні 1997 року, коли на своєму засіданні Рада IUPAC затвердила назви елементів, підтримавши при цьому дві пропозиції від американської сторони (Резерфордій та Сіборгій), а третьому елементу надавши символічну назву Дубній як визнання досягнень радянської групи науковців (Дубна — місто в Московській області, де розташовано дослідницький центр).

## Історія суперництва

### Елемент 104
Перший експеримент із отримання елемента 104 проведено 1964 року в Об'єднаному інституті ядерних досліджень (ОІЯД) міста Дубна (СРСР). Група під керівництвом Георгія Фльорова у своєму циклотроні здійснила бомбардування плутонієвої мішені (суміш ізотопів — 97 % 242Pu, 1,5 % 240Pu, 1,5 % 238Pu) ядрами 22Ne з енергією 100—130 МеВ. Як результат зіткнень вони очікували утворення ізотопу 260104 за реакцією 242Pu (22Ne, 4n) 260104, однак не змогли отримати достовірні дані.
Наступна робота на базі ОІЯД була проведена навесні 1966 року групою чеського хіміка Іво Звари. Отримані аналогічно до попереднього методу продукти зіткнення (114—128 МеВ) перед детекцією хлорувалися у струмені газуватих NbCl5 або ZrCl4 і у формі своїх хлоридів подавалися до чотириметрової кварцової трубки, заповненої хлоридом калію, де за температури 250—300 °C мав утворюватися нелеткий комплекс ймовірного складу K2[104]Cl6. Оскільки жодних продуктів із Z>104 внаслідок реакції утворитися не могло, а здатні до спонтанного поділу елементи із Z<104 не утворюють летких хлоридів, то сигнал на детекторі засвідчував би присутність елемента 104. Вважаючи себе першовідкривачем нового елемента, вони запропонувала назву Курчатовій (Ku) — на честь фізика Ігоря Курчатова — очільника радянської ядерної програми. Проте через складність застосовуваної методології та її повільність вони все ще не мали надійного підтвердження утворення нового елемента. Восени того ж року їм вдалося схарактеризувати отриману частинку як ізотоп 259104.
Навесні 1969 року Лабораторія ім. Лоуренса (англ. LBL) міста Берклі (США) долучилася до спроб синтезувати цей елемент. Дослідниками з групи Альберта Ґіорсо було здійснено реакції, які привели до успішного отримання ізотопів:
249Cf (12C, 4n) 257104
249Cf (13C, 3n) 259104
Оскільки на той момент не було фахового підтвердження синтезу елемента іншими групами, науковці з Берклі запропонували для нього власну назву Резерфордій (Rf) — на честь новозеландського фізика Ернеста Резерфорда.
У листопаді 1969 року на конференції у Техасі Ґіорсо висловив сумніви стосовно правильності отриманих дубненською групою даних по ізотопу 260104, однак зазначив, що у випадку їхнього підтвердження у майбутньому він погодиться із першістю радянських науковців та прийме їхню назву Курчатовій. Того ж 1969 року радянські вчені Геннадій Акап'єв і Віктор Друїн поставили під сумнів правильність і надійність результатів американської групи. Зокрема, вони зазначили, що в наведених даних присутні лінії, які є аналогічними до експерименту з опромінення свинцю ядрами 12C та які не згадані в роботі беркліївської групи. У відповідь на це 1971 року Ґіорсо підтвердив, що таке явище відбулося, і пояснив присутність зазначених ліній як результат опромінювання свинцевих домішок у мішені. Дані про це не були ним згадані в роботі через обмеження на обсяг статті, які висуваються до публікацій в журналі «Physical Review Letters». Він зазначив, що вплив фонових ефектів у його роботі був врахований, а також повторив експеримент із зміною умов і засвідчив, що фонові дані не впливають на результати експерименту.
У подальших дослідженнях радянська група розробила новий метод, який дав змогу на новому рівні відтворити синтез ізотопу 260104, проведений 1964 року. Зокрема, вони встановили, що період спонтанного поділу є значно меншим від попередніх даних (100±50 мс проти 300). Отримані дані узгоджувалися з тими, що були раніше отримані науковцями з Берклі.
Відкритим залишалося питання періоду напіврозпаду для ізотопу 260104. Дубненська група 1975 року провела свій дослід, опромінюючи мішень з 246Cm пучком 18O і зафіксувавши утворення цільового ізотопу з періодом напіврозпаду 80±20 мс, про що повідомила Ґіорсо. Аналогічні результати планувалося отримати і науковою групою від чотирьох американських лабораторій та спостерігача від Дубни за реакцією 249Bk(15N, 4n) 260104, однак жодної активності із часом у 80 мс помічено не було. Ці дані, а також хронологічний огляд експериментів були оприлюднені 26 травня 1976 року на 3-й конференції «Nuclei Far From Stability» (Каржез, Франція) у доповіді Ґіорсо, яку розкритикував Друїн.
У квітні й вересні 1976 року дубненськими науковцями за присутності делегата від Берклі було проведено взаємодію 249Bk(15N, 4n) 260104 та отримано значення напіврозпаду 76±8 мс. У 1985 році від американської сторони з'явилися набагато точніші результати, зокрема 21±1,1 мс для реакції 248Cm та 16O. Того ж року під керівництвом Гургена Тер-Акопяна лабораторія в Дубні отримала досить близькі результати — 28±6 мс.

### Елемент 105
Перші спроби синтезувати елемент 105 здійснила 1968 року дубненська група — вчені провели бомбардування мішені з 243Am пучком частинок 22Ne з енергією 123 МеВ, однак не отримали позитивного результату. Лише за два роки, провівши у лютому — липні 1970 року серію експериментів, їм вдалося отримати цільовий елемент за реакціями:
243Am (22Ne, 4n) 261105
243Am (22Ne, 5n) 260105
Аналогічно до свого способу отримання елемента 105 американські науковці наприкінці квітня 1970 здійснили бомбардування мішені з 292Cf ядрами 15N (85 МеВ):
249Cf (15N, 4n) 260105
Такі ж результати були отримані науковою групою В. Друїна, яка провела свій експеримент двома місяцями пізніше.
Вчені з Берклі дали синтезованому елементу назву Ганій (Ha) — на честь німецького фізика Отто Гана, а дубненська група — Нільсборій (Ns) — на честь данця Нільса Бора. Обидва вчені є лауреатами Нобелівської премії (з хімії та фізики відповідно).

### Елемент 106

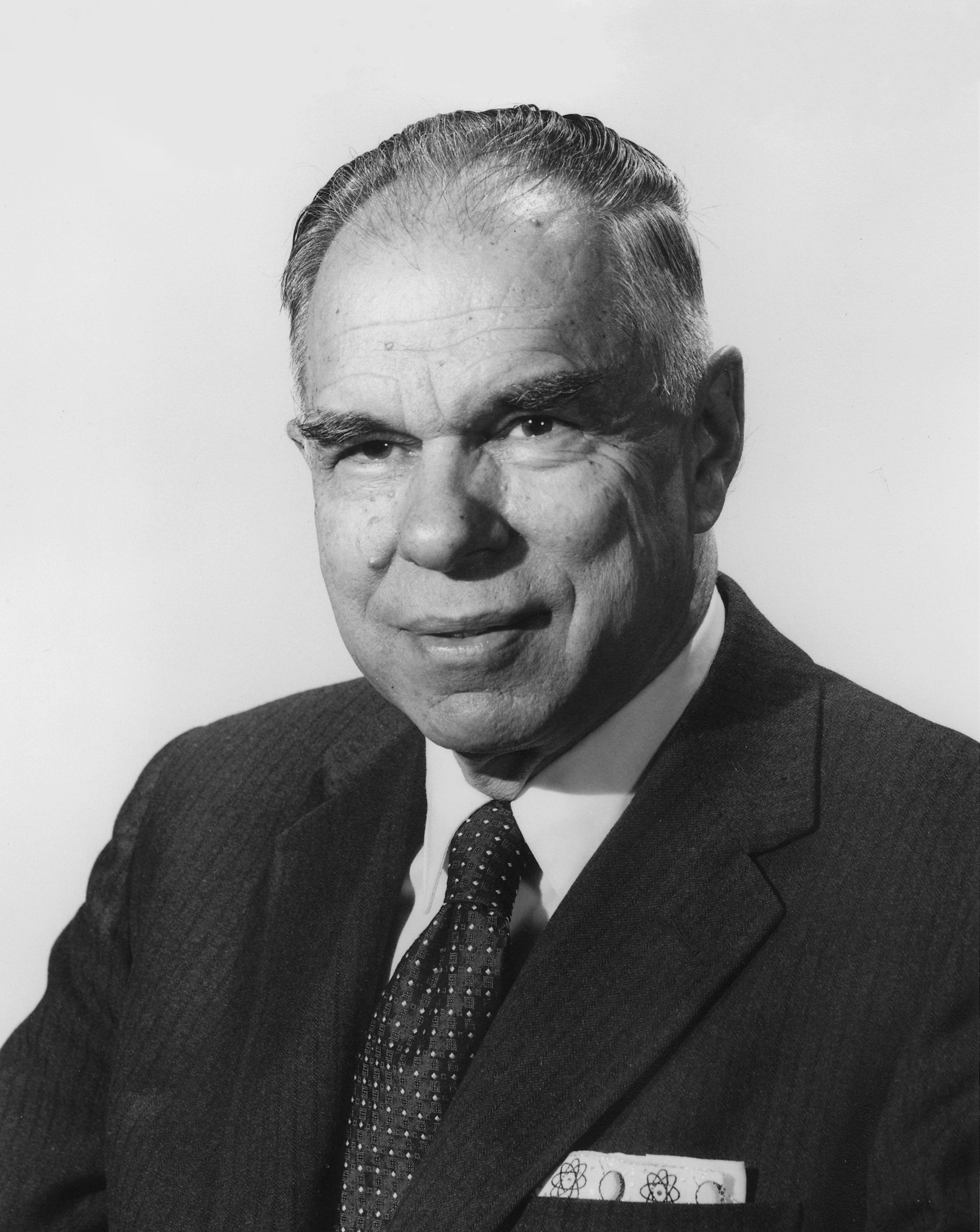
Гленн Сіборг

У липні 1974 року дубненська група під керівництвом Юрія Оганесяна проводила синтез елемента 106 за допомогою експериментального методу холодного синтезу. В їхньому досліді різноманітні ізотопи свинцю і бісмуту бомбардувалися ядрами 51V і 52Cr. За цими реакціями науковці очікували отримання ізотопу 259106, проте не змогли надати достатньо підтверджень щодо його утворення (його існування було підтверджено у 1984 році). Також можливим вважався синтез ізотопу 260106, однак для нього також не було знайдено достатніх даних.
За два місяці у США в результаті спільної роботи беркліївської та ліверморської лабораторій елемент 106 був успішно отриманий за схемою
249Cf (18O, 4n) 263106
Як першовідкривачі американці запропонували для нового елемента назву Сіборгій (Sg) — на честь нобелівського лауреата з хімії Гленна Сіборга, котрий є співавтором відкриття багатьох трансуранових елементів.
| Атомний номер | Пропозиції ОІЯД | Пропозиції ОІЯД | Пропозиції ОІЯД | Пропозиції LBL | Пропозиції LBL | Пропозиції LBL   | Тимчасові систематичні назви | Тимчасові систематичні назви |
| Атомний номер | Назва           | Назва           | Епонім          | Назва          | Назва          | Епонім           | Тимчасові систематичні назви | Тимчасові систематичні назви |
| ------------- | --------------- | --------------- | --------------- | -------------- | -------------- | ---------------- | ---------------------------- | ---------------------------- |
| 104           | Курчатовій      | Ku              | Ігор Курчатов   | Резерфордій    | Rf             | Ернест Резерфорд | Уннілквадій                  | Unq                          |
| 105           | Нільсборій      | Ns              | Нільс Бор       | Ганій          | Ha             | Отто Ган         | Уннілпентій                  | Unp                          |
| 106           | —               | —               | —               | Сіборгій       | Sg             | Гленн Сіборг     | Уннілгексій                  | Unh                          |

## Позиції міжнародних комісій
Згідно з рішенням IUPAC, прийнятим 1947 року на 14-й конференції в Лондоні, першовідкривачі елемента вже не мали виключного права давати йому назву, а лише могли запропонувати її. Ключову роль тоді почала відігравати Комісія IUPAC з номенклатури неорганічної хімії (англ. Commission on Nomenclature of Inorganic Chemistry), яка після фахової та публічної оцінки придатності назви могла рекомендувати її Раді IUPAC для прийняття.

### 1974 рік
У 1974 році у США за ініціативи IUPAC та IUPAP було створено міжнародну ad hoc комісію, яка мала проаналізувати усі наявні матеріали щодо відкриття елементів 104 і 105. Нею було встановлено, що 1964 року для елемента 104 радянські науковці отримали ненадійні результати, а отже першість у синтезі елемента 104 має належати американцям. Вона так само віддала першість щодо робіт із отримання елемента 105 лабораторії Берклі, оскільки за майже одночасної публікації робіт ті виконали усі критерії, що висуваються для підтвердження існування новосинтезованих елементів.

### 1993 рік
Для розробки критеріїв, яким мали відповідати новосинтезовані елементи з номерами понад 100, і перевірки відповідності отриманих даних визначеним критеріям із представників IUPAC та IUPAP восени 1986 року було створено спеціальну робочу групу (англ. Transfermium Working Group, TWG).
TWG 1993 року опублікувала оглядову статтю, в якій, аналізуючи успіхи радянських і американських науковців у синтезі хімічних елементів, затверджувала першість у цьому. Статус першовідкривача надавав можливість пропонувати власну назву елемента, яка, втім, могла бути й відхилена.
- Елемент 104. Після проведення радянською групою двох експериментів зі створення елемента 104 вони не змогли надати однозначних доказів його існування, тоді як американська група, здійснивши декількома місяцями пізніше власний експеримент, отримала задовільні результати. Комісією було прийнято рішення розділити першість з огляду на обопільну участь у доведенні існування елемента.[2]
У листі-відповіді до резолюції TWG Ґіорсо і Сіборг розкритикували цей вердикт. Вони зазначили, що дубненська група визначила дійсну ймовірність спонтанного поділу лише 1971 року, тоді як їхня група змогла провести вдалий експеримент ще 1969-го і саме вона має вважатися першовідкривачем. На їхню думку, прийняття помилкового рішення зашкодило б науковій спільноті.[10]

- Елемент 105. Результати першого радянського експерименту з отримання елемента 105, який припав на квітень 1968 року, комісія визнала незадовільними. У лютому — липні 1970 року в СРСР випустили з цієї теми цикл робіт, результат яких було визнано прийнятним. Лабораторія в Берклі, що також брала участь у створенні елемента, здійснила вдалий експеримент у квітні 1970-го. За рішенням Комісії першість в отриманні елемента була розділена. Це рішення також оскаржили науковці Берклі.

- Елемент 106. У випадку елемента 106 рішення було очевидним, оскільки радянська сторона, застосовуючи експериментальну технологію, не змогла надати достовірне підтвердження синтезу елемента і першість відійшла до американців.

### 1994 рік
31 серпня 1994 року на з'їзді в угорському місті Балатонфюред Комісія з номенклатури неорганічної хімії у складі 20 осіб узгодила рекомендовані назви для трансфермієвих елементів 101—109. Резонансним моментом стало прийняття рішення стосовно правила присвоєння назв елементам, що виключало можливість іменування на честь живої особи (підтримано членами Комісії як 16:4). Наступним кроком було голосування за зміну пропонованої американцями назви Сіборгій (підтримано 18:2).
Під час узгодження рекомендованих назв Комісія не йшла назустріч першовідкривачам у їхньому прагненні надати бажані назви — жодна з пропозицій радянських і американських дослідників не була реалізована відповідним чином. Однак дві з трьох номінованих беркліївською групою назв Комісія перенесла від одного елемента до іншого (в редакції правил від 2002 року такої можливості не стане). Так, назву Резерфордій, пропоновану для елемента 104, Комісія надала елементу 106, а Ганій — елементу 108 замість початкового 105. Це неоднозначне рішення Комісії втягнуло в суперечку ще одну сторону — німецьке Товариство досліджень важких іонів (нім. GSI), науковці якого синтезували елементи 107, 108 та 109 і на правах першовідкривачів запропонували відповідні назви, зокрема Гасій як елемент 108.
Елемент 104 дістав назву Дубній на честь дослідницького центру радянської групи у підмосковному місті Дубна, де та зробила свій вагомий внесок до хімії та сучасної ядерної фізики. 105-й елемент було названо Джоліотієм — за ім'ям французького фізика-ядерника Фредеріка Жоліо-Кюрі, який 1935 року разом з дружиною Ірен Жоліо-Кюрі здобув Нобелівську премію з хімії. Назву Нільсборій, запропоновану для елемента 107 німецькими дослідниками, котра включала як ім'я, так і прізвище науковця, уніфікували на манер інших елементів і прийняли як Борій. Елемент 109 отримав пропоновану німецькою групою назву на честь Лізи Майтнер — одного з відкривачів поділу ядра.
| Атомний номер | Рекомендації Комісії | Рекомендації Комісії | Рекомендації Комісії | Пропозиції ОІЯД | Пропозиції LBL | Пропозиції GSI | Пропозиції GSI | Пропозиції GSI |
| Атомний номер | Назва                | Назва                | Епонім               | Пропозиції ОІЯД | Пропозиції LBL | Назва          | Назва          | Епонім         |
| ------------- | -------------------- | -------------------- | -------------------- | --------------- | -------------- | -------------- | -------------- | -------------- |
| 104           | Дубній               | Db                   | місто Дубна          | Курчатовій      | Резерфордій    | —              | —              | —              |
| 105           | Джоліотій            | Jl                   | Фредерік Жоліо-Кюрі  | Нільсборій      | Ганій          | —              | —              | —              |
| 106           | Резерфордій          | Rf                   | Ернест Резерфорд     | —               | Сіборгій       | —              | —              | —              |
| 107           | Борій                | Bh                   | Нільс Бор            | —               | —              | Нільсборій     | Ns             | Нільс Бор      |
| 108           | Ганій                | Hn                   | Отто Ган             | —               | —              | Гасій          | Hs             | земля Гессен   |
| 109           | Майтнерій            | Mt                   | Ліза Майтнер         | —               | —              | Майтнерій      | Mt             | Ліза Майтнер   |

     Пропозицію підтримано         Підтримано частково         Не підтримано
Зазначені рекомендовані назви були одностайно підтримані членами Бюро IUPAC на зустрічі в Антверпені (Бельгія) 17—18 вересня 1994 року і подані до публікації в офіційному віснику «Pure & Applied Chemistry».

### 1995 рік
Запропоновані Комісією назви розкритикувала наукова спільнота. Наприклад, у червні 1995 року Американське хімічне товариство, не визнаючи рішення Комісії, ухвалило використовувати у власних виданнях запропоновані беркліївською групою назви Резерфордій і Сіборгій. У відповідь на наявну критику Бюро IUPAC у серпні 1995 року в рамках 38-ї Генеральної асамблеї зібралося в Університеті Суррея (Гілфорд, Велика Британія) для повторного обговорення рекомендованих назв.

### 1997 рік
30 серпня 1997 року на засіданні в Женеві Рада IUPAC остаточно узгодила назви для трансфермієвих елементів (прийнято як 64:5 при дванадцяти відсутніх делегатах). Оскільки першість у відкритті елементів 104 і 105 була спірною, запропоновано надати елементу 104 назву Резерфордій (пропозиція американської сторони), а елементу 105 — Дубній (на визнання внеску дубненської групи в розробку методів синтезу трансфермієвих елементів). Для елемента 106 було підтримано варіант від беркліївської лабораторії як єдиного першовідкривача — Сіборгій.
Із пропонованих дармштадтською лабораторією GSI назв для синтезованих ними елементів 107, 108 і 109 було підтримано останні дві, тоді як першу назву Нільсборій, рекомендовану Комісією з номенклатури неорганічної хімії, затверджено як Борій.
| Атомний номер | Затверджено Комісією | Затверджено Комісією | Пропозиції ОІЯД | Пропозиції LBL | Пропозиції GSI |
| ------------- | -------------------- | -------------------- | --------------- | -------------- | -------------- |
| 104           | Резерфордій          | Rf                   | Курчатовій      | Резерфордій    | —              |
| 105           | Дубній               | Db                   | Нільсборій      | Ганій          | —              |
| 106           | Сіборгій             | Sg                   | —               | Сіборгій       | —              |
| 107           | Борій                | Bh                   | —               | —              | Нільсборій     |
| 108           | Гасій                | Hs                   | —               | —              | Гасій          |
| 109           | Майтнерій            | Mt                   | —               | —              | Майтнерій      |

     Пропозицію підтримано         Підтримано частково         Не підтримано
У підсумку елементи 104, 106, 108 і 109 було названо згідно з пропозиціями їхніх відкривачів (у тому числі авторів спільних відкриттів), а назву для елемента 107 відкориговано.